# Betty Veizaga
Natividad Betty Veizaga Siles (Vacas,  Cochabamba, 25 de dezembro de 1957) é uma cantora da Bolivia.
Canta principalmente em quechua e toca charango e ronroco.
É um membro do Grupo Pukaj Wayra com seus irmãos, o dos duos Takiytinku, com seu marido Rufo Zurita e Quilla Zurita com sua filha.

## Discografia

### Betty Veizaga + Grupo Pukaj Wayra
- Ama Sua, Ama Qhella, Ama Llulla, Lyrichord disc - USA, 1981.
- Vi bygger en skola, 1987.
- Vaqueñita, Lauro - Bolívia, 1993.
- Tinkuy, Lauro - Bolívia, 1994.
- Así es mi tierra, Lauro - Bolívia, 1997; Sol de los Andes - Ecuador, 1998.
- Con sentimiento a mi tierra, Lauro - Bolívia, 1999.
- Canta conmigo ..., Lauro - Bolívia, 2000.
- El valluno cholero, Bolívia.

### Betty - Quilla + Grupo Pukaj Wayra
- Nuestra ilusión, Lauro - Bolívia, 2003.
- A mi Bolivia, Bolívia, 2009.

### Betty - Quilla
- Con lo mejor y algo más, Bolívia.

### Dúo Takiytinku (Rufo Zurita - Betty Veizaga)
- Un encuentro de canto tradicional, Bolívia.
- El valluno cholero, Bolívia.
- Lo Nuevo, lo Mejor de Pukay Wayra, Bolivia.
- Soledad, Bolívia, 2010.

### Betty Veizaga e Rolando Quinteros
- Carnavaleando con..., Bolívia.